# 1975年全仏オープン
1975年 全仏オープン（1975ねんぜんふつオープン、Internationaux de France de Roland-Garros 1975）は、フランス・パリにある「スタッド・ローラン・ギャロス」にて、1975年6月2日から15日にかけて開催された。

## 大会の流れ
- 男子シングルスは「128名」の選手による7回戦制で、女子シングルスは「64名」の選手による6回戦制で行われた。男女とも「1回戦不戦勝」（抽選表では“Bye”と表示）はない。
- シード選手は男子16名、女子8名。男女とも変則的なドローシート（抽選表）を組み、男子は第3シード2名・第5シード4名・第9シード8名を割り当て、女子は第3シード2名・第5シード4名を割り当てた。

## シード選手

### 男子シングルス
- 1. 　ビョルン・ボルグ　（優勝、大会2連覇）
- 2. 　マニュエル・オランテス　（1回戦）
- 3. 　ギレルモ・ビラス　（準優勝）　［第3シードが2名］
- 3. 　イリ・ナスターゼ　（3回戦）
- 5. 　ハロルド・ソロモン　（ベスト8）　［第5シードが4名］
- 5. 　ラウル・ラミレス　（ベスト8）
- 5. 　ジョン・アレクサンダー　（4回戦）
- 5. 　ロスコー・タナー　（3回戦）
- 9. 　エディ・ディッブス　（ベスト4）　［第9シードが8名］
- 9. 　オニー・パルン　（ベスト8）
- 9. 　スタン・スミス　（4回戦）
- 9. 　ブライアン・ゴットフリート　（4回戦）
- 9. 　ハイメ・フィヨル　（4回戦）
- 9. 　ヤン・コデシュ　（4回戦）
- 9. 　フランソワ・ジョフレー　（4回戦）
- 9. 　アレックス・メトレベリ　（2回戦）

### 女子シングルス
- 1. 　クリス・エバート　（優勝、大会2連覇）
- 2. 　マルチナ・ナブラチロワ　（準優勝）
- 3. 　オルガ・モロゾワ　（ベスト4）　［第3シードが2名］
- 3. 　ジュリー・ヘルドマン　（1回戦）
- 5. 　ジャネット・ニューベリー　（ベスト4）　［第5シードが4名］
- 5. 　ラケル・ジスカフレ　（ベスト8）
- 5. 　ヘルガ・マストホフ　（2回戦）
- 5. 　ゲイル・シェリフ　（2回戦）

## 大会経過

### 男子シングルス
準々決勝
- ビョルン・ボルグ vs.  ハロルド・ソロモン　6-1, 7-5, 6-4
- アドリアーノ・パナッタ vs.  ジョン・アンドリュース　6-4, 5-7, 7-6, 6-2
- ギレルモ・ビラス vs.  オニー・パルン　6-2, 6-2, 7-6
- エディ・ディッブス vs.  ラウル・ラミレス　4-6, 7-6, 6-1, 5-7, 6-4

準決勝
- ビョルン・ボルグ vs.  アドリアーノ・パナッタ　6-4, 1-6, 7-5, 6-4
- ギレルモ・ビラス vs.  エディ・ディッブス　6-1, 6-4, 1-6, 6-1

### 女子シングルス
準々決勝
- クリス・エバート vs.  沢松和子　6-2, 6-2
- オルガ・モロゾワ vs.  ラケル・ジスカフレ　7-5, 6-7, 6-0
- ジャネット・ニューベリー vs.  エヴァ・シャーボ　6-1, 6-2
- マルチナ・ナブラチロワ vs.  ドナ・ガンズ　6-1, 6-1

準決勝
- クリス・エバート vs.  オルガ・モロゾワ　6-4, 6-0
- マルチナ・ナブラチロワ vs.  ジャネット・ニューベリー　6-2, 6-3

## 決勝戦の結果
- 男子シングルス： ビョルン・ボルグ vs.  ギレルモ・ビラス　6-2, 6-3, 6-4
- 女子シングルス： クリス・エバート vs.  マルチナ・ナブラチロワ　2-6, 6-2, 6-1
- 男子ダブルス： ブライアン・ゴットフリート＆ ラウル・ラミレス vs.  ジョン・アレクサンダー＆ フィル・デント　6-2, 2-6, 6-2, 6-4
- 女子ダブルス： クリス・エバート＆ マルチナ・ナブラチロワ vs.  ジュリー・アンソニー＆ オルガ・モロゾワ　6-3, 6-2
- 混合ダブルス： トーマス・コッホ＆ フィオレラ・ボニセジ vs.  ハイメ・フィヨル＆ パム・ティーガーデン　6-4, 7-6